# Ordem de Santa Ana
A Ordem de Santa Ana (em russo:   Орден Святой Анны) é uma Ordem de cavalaria de origem alemã que depois passou à Rússia Imperial. Foi criada por Carlos Frederico, Duque de Holstein-Gottorp em 14 de Fevereiro de 1735, em homenagem a sua esposa Ana Petrovna, filha de Pedro I da Rússia. O lema da Ordem era Amantibus Justitiam, Pietatem, Fidem (Para aqueles que amam a justiça, a piedade e a fidelidade). O seu dia festivo é 3 de Fevereiro . Esta Ordem era, na sua origem, uma Ordem de Cavalaria Dinástica, mas entre 1797-1917 teve um duplo estatuto sendo uma Ordem dinástica e uma Ordem do Estado. O Chefe da Casa Imperial da Rússia é sempre o chefe da Ordem Imperial de Santa Ana 
A Ordem é concedida àqueles que se distinguiram no serviço público ou por actos de bravura no serviço militar. A Ordem de Santa Ana dá ao titulares da 1ª classe nobreza hereditária da mesma; os titulares de outras classes direito a nobreza pessoal. Os titulares militares são galardoado com espadas 

## História

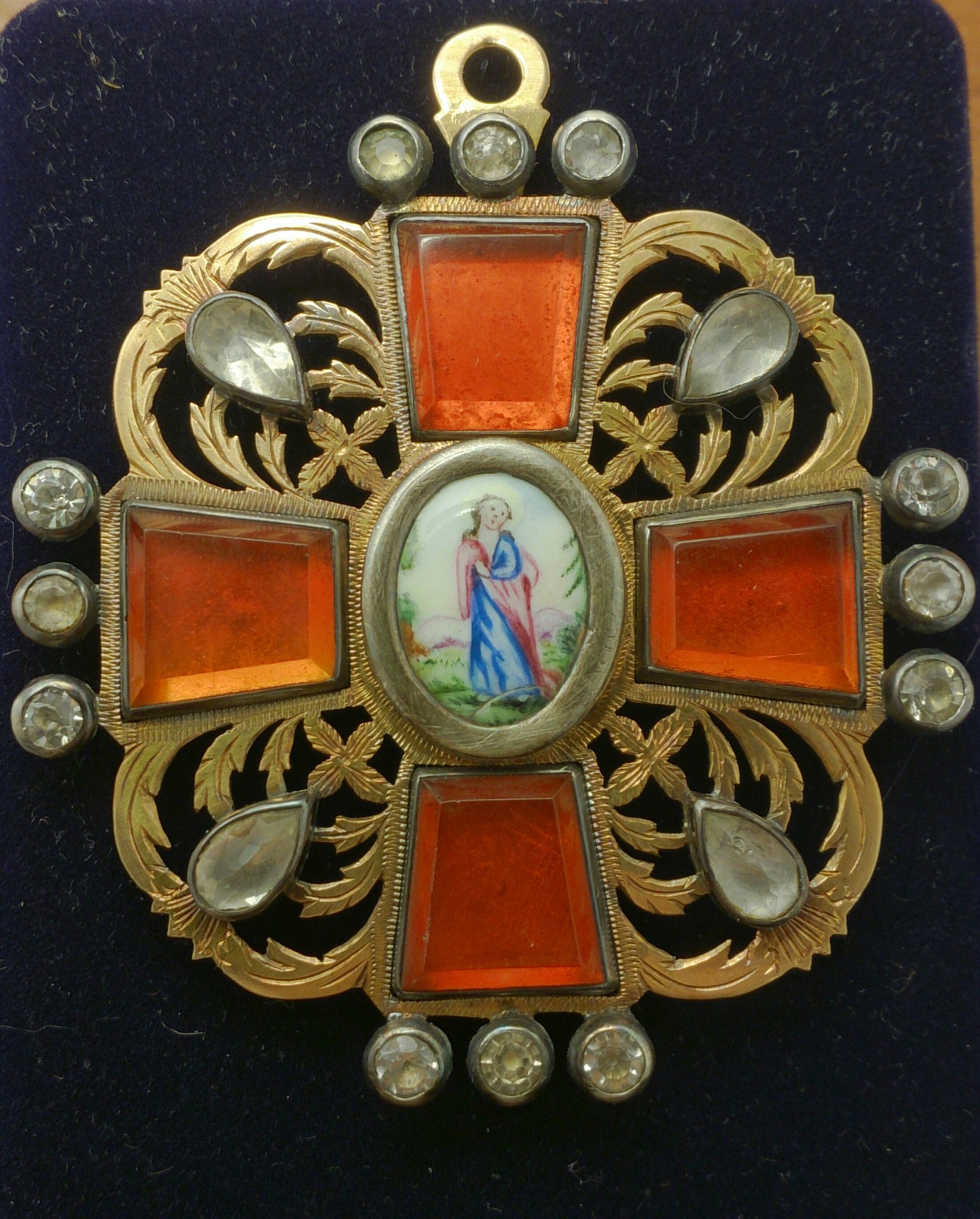
Орден Святой Анны раннего "Голштинского" типа.

De início, a Ordem apenas tinha uma classe e designava-se por Ordem de Ana. Os estatutos da Ordem, promulgada em 1735, estabelecia como insígnia principal uma cruz de ouro vermelha-esmalte, com a imagem de Santa Ana no centro da mesma; no reverso, tinha gravadas as iniciais "A.I.P.F." (em latim Anna Imperatoris Petri Filia: Ana, filha do Imperador Pedro).
Em 1742, Pedro III da Rússia, filho do Duque Carlos Frederico, foi declarado como o herdeiro aparente russo. Após a sua chegada à Rússia, apresentou a Ordem a vários cortesãos. Em 15 de Abril de 1797, o seu filho, o Imperador Paulo I da Rússia, estabeleceu a Ordem como fazendo parte do sistema de honras da Rússia Imperial, dividindo-a em três classes, passando a designa-la de Ordem de Santa Ana. O Imperador Alexandre I da Rússia acrescentou-lhe uma quarta classe em 1815.
Os homenageados com a Ordem de Santo André também recebiam a 1ª classe da Ordem de Santa Ana. O próprio Imperador era o chefe hereditário da Ordem.

## Insígnias

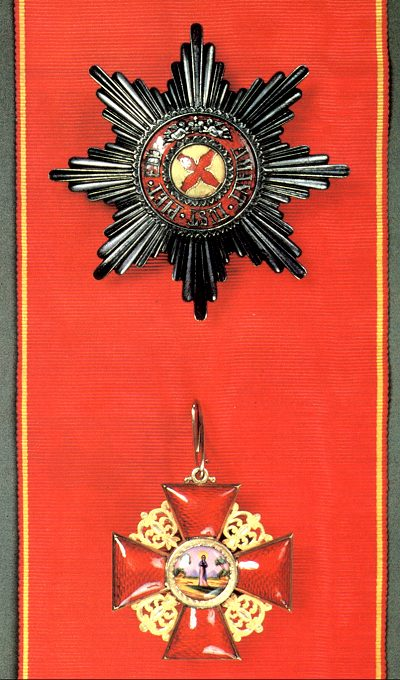
Ordem de Santa Ana, 1ª classe
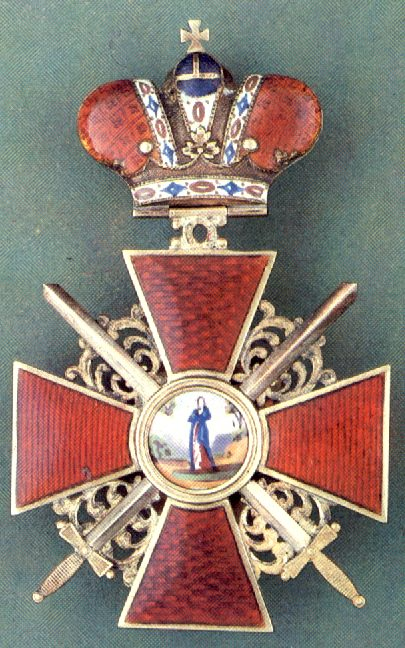
Ordem de Santa Ana, 2ª classe (O exemplo mostra a insígnia "com espadas", por bravura em batalha e coroa)
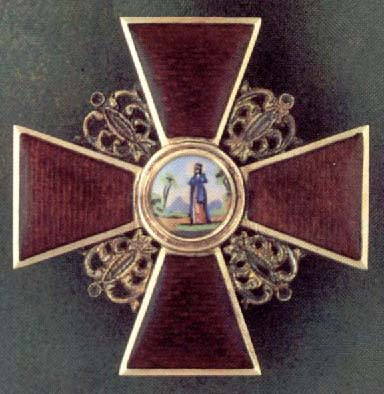
Ordem de Santa Ana, 3ª classe
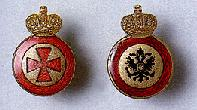
Ordem de Santa Ana, 4ª classe (O emblema com a águia imperial teria sido atribuído a um não-cristão, a quem uma cruz cristã foi considerada inadequada)

## Classes
- 1ª classe: Cruz usada no topo de uma fita larga (com 10 cm de largura, colocada por cima do ombro esquerdo) direccionada para o lado direito; estrela da Ordem (com cerca de 95mm de diâmetro) colocada no lado direito do peito;
- 2ª classe: Cruz usada numa fita de pescoço com uma largura de 45mm;
- 3ª classe: Cruz usada na fita da esquerda, suspensa numa fita com 28mm de largura;
- 4ª classe: Cruz no punho de uma arma afiada com um nó prateado na fita da Ordem.

A fita da medalha era em vermelho com um contorno em amarelo.
Um titular de uma classe mais elevada não usava uma insígnia de uma classe mais baixa, a não ser que também tivesse sido homenageado com a 4ª classe (a insígnia estaria no punho de uma espada ou em outra arma idêntica)